# Corticarina fukiensis
Corticarina fukiensis es una especie de coleóptero de la familia Latridiidae.

## Distribución geográfica
Habita en China.